# Deperetella
Deperetella és un gènere extint de mamífers perissodàctils de la família dels deperetèl·lids que visqueren a l'Àsia oriental durant l'Eocè mitjà, fa entre 37,7 i 48,1 milions d'anys. Se n'han trobat restes fòssils a Mongòlia i la Xina. Les dents molars (tot i que de mida diferent) recorden les de Teleolophus, que en podria ser un avantpassat. Les premolars, en canvi, tenen una morfologia més complexa. El nom genèric Deperetella li fou assignat en honor del geòleg i paleontòleg nord-català Carles Depéret.